# 12 година ропства (филм)
12 година ропства (енгл. 12 Years a Slave) америчко-британски је биографско-драмски филм из 2013. године, у режији Стива Маквина. Сценарио потписује Џон Ридли на основу истоимених мемоара аутора Соломона Нортапа, слободног Афроамериканца кога су два преваранта киднаповали 1841. у Вашингтону и продали у ропство. Продуценти филма су били Бред Пит, Дид Гарднер, Џереми Клајнер, Бил Похлад, Маквин, Арнон Милчан и Ентони Катагас. Филмску музику је компоновао Ханс Цимер.
Улогу Соломона Нортапа тумачи Чуетел Еџиофор, док су у осталим улогама Мајкл Фасбендер, Бенедикт Камбербач, Пол Дејно, Гарет Дилахант, Пол Џијамати, Скот Макнејри, Лупита Нјонго, Адеперо Одује, Сара Полсон, Бред Пит, Мајкл К. Вилијамс и Алфри Вудард. Филм је сниман у Њу Орлеансу од јуна до августа 2012. године, између осталог на разним плантажама из времена пре Америчког грађанског рата.
Филм је наишао на позитивне реакције критичара, од којих су га многи прогласили најбољим филмом 2013. године и зарадио је преко 187 милиона долара широм света. Био је номинован за девет Оскара, од којих је освојио три: за најбољи филм, најбољи адаптирани сценарио и најбољу споредну глумицу (Нјонго). Филм је такође освојио Златни глобус за најбољи драмски филм, као и награде БАФТА за најбољи филм и најбољег глумца (Еџиофор). Године 2023, Конгресна библиотека је изабрала филм за чување у Националном регистру филмова Сједињених Држава због „културног, историјског или естетског значаја”.

## Радња
Године 1841, Соломон Нортап је слободни Афроамериканац који свира виолину, живи са својом супругом Ен Хемптон и њихово двоје деце у Саратога Спрингсу, држава Њујорк. Једном приликом му двојица људи, Браун и Хамилтон, понуде двонедељни посао музичара, под условом да отпутује са њима у Вашингтон. По доласку у Вашингтон, они га дрогирају и одводе у колибу за робове у власништву Џејмса Бурча.
Нортап је послат у Њу Орлеанс, заједно са другим заробљеним робовима. Трговац робова, Фриман, даје Нортапу ново име „Плат”, говори му да је одбегли роб из Џорџије и продаје га власнику плантаже Вилијаму Форду. Нортап импресионира Форда након што изгради пут кроз мочвару за транспорт дрва који је много бржи и ефикаснији од ранијег, па му Форд поклања виолину у знак захвалности. Нортап ускоро урезује на виолини имена своје супруге и деце.
Фордов столар, Џон Тибитс, презире Нортапа и тензије између њих двојице убрзо ескалирају. Тибитс напада Нортапа, а овај се брани. Зарад освете, Тибитс и његови пријатељи покушавају да линчују Нортапа, али их у томе спречава Чапин, Фордов надзорник, иако оставља Нортапа да виси на омчи цели дан. Ускоро га Форд спашава, али одлучује да га прода власнику плантаже Едвину Епсу, како би га заштитио од Тибитса. Нортап покушава да објасни да је он у ствари слободан човек, али Форд му објашњава да то не може да чује и да мора да отплати дуг који је настао када га је купио као роба.
За разлику од релативно доброћудног Форда, Епс је садиста који верује да његово право злостављања робова одобрава сама Библија. Робови бивају бичевани уколико сваког дана не успеју да уберу најмање 91 килограм памука. Девојка под именом Петси сваког дана убере преко 230 килограма памука, због чега је Епс редовно хвали. Петси привлачи Епса и он је свакодневно силује, чиме узрокује љубомору своје супруге Мери која због тога често понижава Петси. Њена једина утеха је посета госпође Шо, бивше робиње чији се власник у њу заљубио и оженио је. Петси жели да умре и моли Нортапа да је убије, али он одбија.
Ускоро избија епидемија која уништава Епсов памук и плантажу. Будући да не може ништа да уради са својом земљом, он позајмљује своје робове суседној плантажи током сезоне. Док проводи време тамо, Нортап постаје један он омиљених робова Џаџа Тарнера, који му дозвољава да свира виолину на годишњици венчања његовог комшије, као и да задржи сву евентуалну зараду. Када се Нортап врати Епсу, покушава да употреби тај новац код Армсбија − белца и бившег надзорника који сада са осталим робовима бере памук − како би овај однео његово писмо пријатељима у Њујорку. Армсби пристаје да то учини и прихвата Нортапов уштеђени новац, али га изда Епсу. Нортап ипак успева да избегне казну, убедивши Епса да Армсби лаже. Убрзо након тога уплакани Нортап пали своје писмо, своју једину наду да за слободом.
Нортап заједно са канадским радником Самјуелом Басом започиње да ради на изради веранде. Бас је узнемирен због Епсовог бруталног понашања према робовима и изражава своје противљење робовласничком систему, чиме изазива Епсову ненаклоност. Једнога дана Епс постаје узнемирен након што открије да Петси није на плантажи. Када се вратила, открила му је да је отишла до госпође Шо по сапун, јер јој је Мери Епс забранила да користи њихов. Епс јој не верује и наређује бичевање. Охрабрен од стране своје супруге, Епс присиљава Нортапа да бичује Петси. Нортап невољно пристаје, и као резултат тога Епс узима бич и дивљачки пребија Петси.
Нортап намерно уништава своју виолину и, настављајући са радом на изради веранде, исприча целу своју причу Басу. Још једанпут, Нортап тражи помоћ у слању писма у Саратога Спрингс. Бас, ризикујући сопствени живот, пристаје да пошаље писмо.
Једнога дана на плантажу долази локални шериф са кочијом у којој се налази још један човек који позива Нортапа. Нортап препознаје мушкарца у кочији као господина Паркера, власника радње кога је познавао у Саратоги. Паркер је дошао да га ослободи и они почињу да се грле упркос бесу Епса који протестује и покушава да спречи Нортапа да оде. Пре него што се Нортап укрца у кочију, Петси га дозива и они се грле у знак растанка. Знајући да су у потенцијалној опасности, Паркер и шериф наговарају Нортапа да пожури, те ускоро напуштају плантажу.
Након што је провео дванаест година у ропству, Нортап је поново слободан и враћа се својој породици. Када је ушао у кућу, угледао је Ен, Алонза, Маргарет и њеног мужа који му у наручје ставља његовог унука − Соломона Нортапа Стаунтона. Одјавна шпица филма објашњава немогућност да Нортап и његов тим судски гоне Брауна, Хамилтона и Бурча, немогућност да се објаве његови мемоари из 1853. године, као и мистериозне детаље око његове смрти и сахране.

## Главне улоге
| Глумац             | Улога           |
| ------------------ | --------------- |
| Чуетел Еџиофор     | Соломон Нортап  |
| Мајкл Фасбендер    | Едвин Епс       |
| Бенедикт Камбербач | Вилијам Форд    |
| Пол Дејно          | Џон Тибитс      |
| Гарет Дилахант     | Армсби          |
| Пол Џијамати       | Теофилус Фримен |
| Скут Макнејри      | Мерил Браун     |
| Лупита Нјонго      | Петси           |
| Адеперо Одује      | Елајза          |
| Сара Полсон        | Мери Епс        |
| Бред Пит           | Самјуел Бас     |
| Мајкл К. Вилијамс  | Роберт          |
| Алфри Вудард       | Харијет Шо      |
| Квавенжане Волис   | Маргарет Нортап |
| Марк Меколи        | капетан         |
| Брајан Бет         | Џаџ Тарнер      |

## Продукција

### Развој пројекта
Након што је 2008. године током продукције свог филма Глад упознао Џона Ридлија, редитељ Стив Меквин га је контактирао са жељом да заједно раде на филму чија би се радња односила на "период робовласништва у Америци". Радећи на развоју идеје, њих двојица нису могли да пронађу заједничку ноту све док Меквинова партнерка, Бјанка Стајтер, није пронашла мемоаре Соломона Нортапа из 1853. године под називом 12 година ропства. Меквин је касније изјавио у једном интервјуу:
"Прочитао сам књигу и остао запањен. У то време сам био прилично љут на себе што пре тога нисам ни знао да та књига постоји. Живим у Амстердаму где је Ана Франк национални херој, а за мене је ова књига управо попут њеног дневника, написаног 97 година раније - искуство из прве руке о робовласништву. Горео сам од жеље да управо ту књигу пренесем на велико платно".
Након дуготрајног развојног процеса пројекта током кога се продукцијска компанија Бреда Пита, Plan B Entertainment, такође укључила, а која је умногоме помогла у финансирању, снимање филма је најављено у августу 2011. године са Стивом Меквином као редитељем и Чјуителом Еџиофором у улози Соломона Нортапа. У октобру 2011. године, глумац Мајкл Фасбендер се придружио глумачкој постави. Ране 2012. године одређен је остатак глумаца, а почетак снимања планиран је за крај јуна месеца те године.
Како би што прецизније приказали језик и наречје раздобља и регије у којима се радња одвија, Мајкл Бастер је запослен како би научио глумце да исправно говоре. Сам језик је имао књижевни квалитет повезан са стилом писања тог времена, а на које снажан утисак имала Библија краља Џејмса. Бастер објашњава:
"Не знамо како су робови говорили 40-их година 19. века па сам одлучио да користим руралне примере говора из Мисисипија и Луизијане (за глумце Еџиофора и Фасбендера). За Бенедикта Камбербача сам пронашао говор становника високе класе из Њу Орлеанса из 30-их. Такође сам радио и са Лупитом Нионго која је пореклом из Кеније, која је студирала на Јејлу. Променила је свој говор како би заиста звучала амерички".
Након што су обојица освојили престижну филмску награду Оскар, у медијима се говорило да су се Меквин и Ридли посвађали због потписа сценарија. Наводно је Меквин тражио од Ридлија да их обојицу потпише, али је овај то одбио. Меквин се жалио компанији Fox Searchlight, али је компанија стала на Ридлијеву страну. Током својих победничких говора, ни један ни други нису захваљивали један другом. Од тада, међутим, Ридли је у неколико интервјуа изразио жаљење што није поменуо Меквина у својим говорима, а такође је и негирао њихову свађу. Хвалио је рад са Меквином и објаснио да је он једини потписан у сценарију због правила Цеха сценариста. Редитељ Меквин, с друге стране, није коментарисао наведену свађу.

### Снимање филма
Са продукцијским буџетом од 20 милиона долара, снимање је започето 27. јуна 2012. године у Њу Орлеансу (Луизијана). Снимање филма завршено је 13. августа 2012. године, након седам недеља. Како би смањили продукцијске трошкове, већина филма је снимљена у широј околини Њу Орлеанса - углавном јужно од округа Ред Ривер у северном делу државе где је Нортап заиста и био роб. Међу локацијама које су коришћене за снимање биле су и четири плантаже: Felicity, Bocage, Destrehan i Magnolia. Управо је плантажа Магнолија смештена неколико километара од места где је Нортап држан у ропству. "Било је изразито снажно и емотивно знати чињеницу да се налазимо практично на месту где су се ствари из филма заиста догодиле", изјавио је Еџиофор. "Осећај плеса са духовима био је готово опипљив". Филм се такође снимао у хотелу Колумнс (Columns), као и у француском делу Њу Орлеанса.
Главни фотограф филма Шон Бобит, снимио је 12 година ропства на 35 mm врпци са широкоугаоним 2.35:1 омером. "Када радите филм чија је радња смештена у одређени историјски период, тај филм мора да пружи гледаоцима целокупан осећај тог периода и његове квалитете", изјавио је Бобит. "А због епске природе саме приче, широкоугаоно снимање било је једини избор. Такав начин снимања значи велики филм, епску причу - у овом случају епску причу о људској издржљивости".
Екипа филма није желела да снима филм визуелним стилом документарне естетике. Намерно снимајући красне екстеријере који су створили визуелни контраст у самој причи, екипа филма је желела да подсети на рад шпанског сликара Франсиска Гоје. Редитељ Меквин је то објаснио:
"Када размислите о Гоји који је сликао најгрозније слике насиља, мучења и слично, знате да гледате вредне слике, а један од разлога због чега су тако дивне је управо због тога што сликар њима говори 'гледајте, погледајте ово'. Када би насликали нешто ружно на ружан начин, све би могло отићи у криву перспективу, јер тиме привлачите пажњу на чињеницу да нешто није у реду са сликом, а не дајете прилику посматрачу да гледа саму слику".

### Костимографија
Како би што прецизније приказали раздобље у ком се радња филма догађа, филмска екипа иза камере је спровела истраживање које је укључивало проучавање илустрација и цртежа тог доба. Костимографкиња Патриша Норис је имала осам недеља да припреми костима, па је сарађивала са костимографским складиштем Western Costume како би прикупила одећу која ће илустровати ток времена, а у исто време која ће бити историјски прецизна. Користећи палете боја тонова земље, Норис је креирала готово 1000 различитих костима за филм. "Норис је узела узорке земље са три плантаже како би њени костими били што приближнији тој боји", изјавио је редитељ Меквин и додао: "Разговарала је са фотографом Шоном Бобитом у вези сваког појединог лика на свакој појединој плантажи - филм је због тога пун свих тих ситних детаља".

### Музика из филма
Музику за филм је написао Ханс Цимер (Hans Zimmer), док је оригиналну музику за виолину написао и аранжирао Николас Брител (Nicholas Brittel), а одсвирао Тим Фејн (Tim Fain). Сам филм такође садржи неколико дела западњачке класичне музике, те америчку народну музику попут "Trio in B-flat, D471" аутора Франца Шуберта или "Run, Nigger, Run" Џона и Алана Ломакса. Службени музички запис филма, soundtrack, назива Music from and Inspired by 12 Years s Slave дигитално је пуштен у продају 5. новембра, а физички це-де започео је са продајом 11. новембра 2013. године издавача Колумбија Рекордс. Уз Цимерову оригиналну музику, на soundtrack-у се такође налази и музика инспирисана филмом аутора као што су Џон Леџенд, Алиша Киз, Крис Корнел и Алабама Шејкс. Леџендова песма "Roll, Jordan, Roll", дебитовала је на интернету три недеље пре него што је soundtrack пуштен у продају.

## Историјска тачност
Афроамерички историчар и културолошки истраживач Хенри Луис Гејтс Џуниор (Henry Louis Gates Jr) био је главни саветник на филму, док се истраживач Дејвид Фиск (David Fiske), коаутор књиге Соломон Нортап: Цела прича аутора '12 година ропства', побринуо се у набавци одређеног материјала који се користио за снимање филма. Упркос томе, вести и чланци у новинама и часописима у време кино дистрибуције филма су истицали да је сам Нортап узео одређену слободу приликом писања књиге, а да је Меквин због драматуршких, модерних и осталих разлога дефинитивно узео одређену уметничку слободу у портретисању историјског раздобља филма и догађаја описаних у њему.
У часопису The Hollywood Reporter Scott Feinberg се у свом тексту осврнуо на чланак из Њујорк Тајмса од 22. септембра који је "ископао и нагласио есеј из 1985. године још једног научника, Џејмса Олнија, који је у том есеју довео у питање дословну истину одређених инцидената које Нортап описује те навео Дејвида Вилсона - белог преписивача ком је Нортап диктирао своју причу - који је узео слободу и 'улицкао' причу како би иста још ефикасније деловала на јавно мишљење о робовласништву. Према Олнију, када су аболиционисти позивали бивше робове да поделе своја лична искуства о ропству на антиропским конвенцијама и када су касније плаћали објаве тих прича у новинама "сви заједно - и аболиционисти и бивши робови - имали су јасна очекивања од тих објава".
У магазину The Atlantic Ноа Берлатски је писао о сцени у Меквиновој филмској верзији приче, убрзо након што Нортап опет буде отет, када се налази на броду који путује према југу, у којој морнар улази у потпалубље како би силовао младу ропкињу и када мушки роб покушава да га спречи. "Морнар без оклевања убија роба", написао је Берлатски, "и то се чини мало вероватним - робови су вредни, а морнар није био њихов власник. Наравно, тог тренутка уопште нема у књизи".
Форест Викман из магазина Slate истакао је да Нортапова књига много више велича Вилијама Форда него што је приказано у Меквиновом филму. Нортапове речи су биле: "Никада није постојала срдачнија, племенитија, искренија, хришћанскија особа од Вилијама Форда" уз додатак да су га властите околности "заслепиле да види нераздвојиву грешку система робовласништва". Филм, међутим, судећи према Викману "учестало поткопава Форда". Меквин подрива хришћанство као добро у покушају да надогради етичку лекцију из Нортапове приче за 21. век, држећи институције Хришћанства под светлом због њихове способности оправдавања робовласништва тог времена. Нортап је био хришћанин свог времена, а о свом бившем власнику (Форду) је писао да је био "заслепљен околностима" што би у ретроспективи значило расистичко прихватање робовласништва упркос томе што је Форд био хришћанин - позиција која је неприхватљива модерним хришћанима те хришћанским аболиционистима 19. века, али не и контрадикторна самом Нортапу. Валери Елвертон Диксон из Вашингтон Поста окарактерисала је хришћанство приказано у филму као "сломљено".
Емили Вест, професорка историје на Универзитету Ридинг која се специјализовала за историју робовласништва у САД је рекла: "Никада нисам видела филм који представља робовласништво тако прецизно." Пишући критику за Хистори Екстра - интернетску страницу магазина Би-Би-Си Хистори - написала је: "Филм оштро и снажно открива све о робовласништву - од робова који беру памук док певају у пољима па све до звука бича који им се обрушава на леђа. Такође смо доста тога чули о идеологији која стоји иза робовласничког система. Власници робова попут Вилијама Форда и Едвина Епса - иако карактерно врло различити - користе интерпретацију Хришћанства како би оправдали своје власништво над робовима. Обојица су чврсто веровали да сама Библија одобрава робовласништво и да је њихова 'хришћанска дужност' да проповедају написано својим робовима."

## Дистрибуција
Филм 12 година ропства је своју светску премијеру имао на филмском фестивалу у Телјурајду дана 30. августа 2013. године. Након тога су уследиле пројекције на осталим фестивалима укључујући филмски фестивал у Торонту (6. септембра), филмски фестивал у Њујорку (8. октобра), филмски фестивал у Њу Орлеансу (10. октобра) и филмски фестивал у Филаделфији (19. октобра).
Дана 15. новембра 2011. године компанија Summit Entertainment је службено објавила да је потписала уговор на дистрибуцију филма 12 година ропства за међународно тржиште. У априлу 2012. године, неколико недеља пре почетка снимања филма, компанија New Regency Productions пристала је да суфинансира филм. Због дистрибуцијског договора између компанија 20th Century Fox и New Regency, компанија Fox Searchlight Pictures добила је права на дистрибуцију филма у САД. Међутим, уместо да плати дистрибуцијска права, компанија Fox Searchlight Pictures је склопила договор у ком ће делити кино зараду с осталим независним компанијама које су учествовале у финансирању пројекта. Филм 12 година ропства у службену, али ипак ограничену кино дистрибуцију, кренуо је 18. октобра 2013. године у САД у деветнаест кина; неколико недеља касније филм је кренуо са широком кино дистрибуцијом. Иако је првобитно планирано да филм са службеном кино дистрибуцијом крене у другој половини децембра 2013. године, одређене "тестне пројекције" довеле су до одлуке да се почетак дистрибуције помери за раније. У Уједињеном Краљевству службени дистрибутер филма је компанија Entertainment One.

### Маркетинг
Због експлицитне природе филма и чињенице да се радило о оскаровском кандидату, на евентуални финансијски успех филма 12 година ропства обраћена је посебна пажња. Многи аналитичари упоредили су садржај филма с осталим сличним драмама попут Шиндлерове листе из 1993. године или Пасије из 2004. године који су постигле велики успех упркос тешким темама које су обрађивале. "То је можда тешка тема, али ако је добро обрађена… филмови који су тешки за гледање свеједно могу бити комерцијално успешни", изјавио је Фил Контрино за магазин Boxoffice. Упркос свом садржају, позитивне филмске критике помогле су домаћој дистрибуцији филма коју је водила компанија Fox Searchlight, а која је ограничену кино дистрибуцију у почетку усмерила искључиво према љубитељима уметничког филма те Афроамериканцима и њиховим заштитницима. У каснијим недељама филм је започео с пуно широм кино дистрибуцијом као што је у претходним годинама направио с филмовима Црни лабуд и Наследници. С међународном кино дистрибуцијом филма одуговлачило се све до прве половине 2014. године, након што је сезона награда (Златни глобус и Оскар) била већ у пуном замаху.
Током маркетиншке кампање, филм 12 година ропства добио је неплаћена признања од стране познатих јавних личности попут Кањеа Веста и Шона Комбса. У видеу који је објавио Revolt, Комбс наговара гледаоце да погледају филм уз опаску: "Овај филм је врло болан, али врло искрен и део је процеса оздрављења. Молим све вас да одведете своју децу и остале чланове породице и погледате га… Морате погледати овај филм како бисте разумели, како би почели разумевати."

## Признања

### Box-office резултат
До данас је филм 12 година ропства на светским кино благајнама зарадио 187,7 милиона долара, укључујући 56,7 милиона долара само у САД. Током првог викенда приказивања, док се 12 година ропства приказивао у ограниченој кино дистрибуцији, филм је зарадио 923,715 долара чиме просечна зарада сваког екрана износи 48,617 долара. Следећег викенда филм је доспео на лествицу десет најгледанијих филмова недеље након што је почео да буде приказиван у додатне 123 биоскопске дворане те зарадио додатних 2,1 милион долара. Добра кино зарада наставила се и у трећем викенду приказивања са додатних 4,6 милиона долара на 410 различитих локација на којима се филм приказивао. Од 8. новембра 2013. филм је почео да се приказује у више од 1000 биоскопских дворана.

### Критике
Филм 12 година ропства добио је готово стопостотне похвале критике и публике, а посебно је истицана глума (поготово Чјутела Еџиофора, Мајкла Фасбендера и Лупите Нионго), режија Стива Меквина, сценарио Џона Ридлија, продукција и верност мемоарима Соломона Нортхупа.
На популарној интернет страници Rotten Tomatoes филм има 97% позитивних оцена темељених на 258 прикупљених критика уз просечну оцену 9/10: "Филм 12 година ропства далеко је од лаганог филма за гледање, али је његов непоколебљиви брутални поглед на робовласништво у Америци бриљантан колико и вероватно нужан за кинематографију." На другој интернет страници која се такође бави скупљањем филмских критика, Metacritic, филм 12 година ропства има оцену 97/100 темељену на 48 прикупљених критика. Тренутно је то један од филмова с најбољим оценама те странице, као и најбоље оцењени филм 2013. године. Анкете CinemaScorea упућују на то да је публика филму дала чисту петицу.
Ричард Корлис из магазина Time хвалио је филм и његовог редитеља Стива Меквина: "Уистину, по начину како прича причу, Меквинов филм је ближи филмовима из 70-их година прошлог века попут Mandingo и Goodbye, Uncle Tom. Међутим, оно што Меквина разликује од тих осредњих остварења је чињеница што он није сензационалиста већ уметник без гриже савести." У својој критици Корлис такође повлачи паралеле с Нацистичком Немачком: "Меквин приказује да је расизам - поред тога што је био барбарски нехуман - такође и лудачки неефикасан. Могло би се рећи да је Нацистичка Немачка пропала због тога што је толико људи трошило енергију размишљајући о томе како се решити Јевреја те због тога што нису искористили бриљантне умове јеврејских научника који су им могли изградити моћнија оружја. Исто тако, робовласници су толико енергије трошили на бичевање својих робова из чисте садистичке забаве и, као што Епс ради, будећи их усред ноћи како би плесали за чисту окрутну забаву његове супруге".
Грегори Елвуд из HitFlixa дао је филму оцену -5 уз опаску: "12 година ропства је снажна драма вођена Меквиновом одважном режијом и најбољом глумачком изведбом Чјутела Еџиофора". Елвуд је нахвалио и друге глумце, укључујући Фасбендера и, поготово, младу Лупиту Нионго: "Изврсна прва улога младе Нионго због које би се следећег марта могла наћи на додели Оскара." Такође је нахвалио и "прекрасну" фотографију и музику: "Једна од најдирљивијих дела Ханса Цимера након доста времена". Пол Мекинз из The Guardian-a дао је филму пет звездица и, између осталог, написао: "Потпун, грчевит и непопустљив 12 година ропства није само велики филм, већ и један од оних који су морали бити снимљени". Критичари интернет странице Spill.com такође су похвалили филм, а два критичара дала су оцену боље од секса (енг. Better Than Sex) - најбољу коју та интернет страница може да да. Ипак, критичари су се сложили да то није филм који би тако лако ускоро могли поновно гледати. Упоређујући га с мини-серијом Roots, критичар Сајрус је истакао "да су Рутси у поређењу са овим Мали летећи медведићи".
Овен Глајберман из Entertainment Weekly-ја хвалио је филм као "белег окрутности и трансцендентности", те као "филм о животу који бива одузет, а због којег схватимо што заправо живот значи." Такође је врло позитивном оценио Еџиофорову глуму уз опаску: "Филм 12 година ропства допушта нам да гледамо отворених очију у примарни грех Америке, а то је на тренутке ужасно тешко. Ипак, то је филм толике хуманости да у сваком тренутку осећате да гледате нешто есенцијално. Управо невероватна улога Чјутела Еџиофора носи филм и допушта нам да га гледамо без трептања. Он глуми Соломона користећи моћну унутрашњу снагу, али сам филм никад не умањује тиху ноћну мору која окружује Соломонову свакодневицу.
Питер Треверс из часописа Rolling Stone је дао филму четири звездице и написао: "Ово је филм који нећете заборавити. Ради се о жестоком, бриљантном, чистокрвном класику." Касније га је прогласио најбољим филмом године. У својој критици за New York Times, Манола Даргис је написала: "Генијалност филма 12 година ропства лежи у његовом инсистирању на приказивању баналног зла и терора који се налазио у душама људи, окупирао њихова тела и у коначници платио дугачку, застрашујућу цену". Тим Роби из Daily Telegraph-а дао је филму максималних пет звездица уз опаску да је "племенитост овог фантастичног филма та која погађа душу гледаоца", а нахвалио је улоге Еџиофора и Нионго. Тина Хасанија из магазина Slant написала је: "Користећи своју препознатљиву визуелну композицију и заглушујући звук, Стиб Меквин портретирао је ужасавајуће Нортапово искуство и компликоване везе између власника и њихових робова, власника и власника, робова и робова и тако даље". Креатор хваљене телевизијске серије Жица, Дејвид Сајмон, такође је био одушевљен филмом уз коментар: "Ово је први пут у историји да је наша забавна индустрија, чак и уз међународни креативни утицај, успела да погледа равно у лице робовласничком систему и да не спусти поглед."
Филм, међутим, није био без негативних критика. Стефани Закарек из The Village Voice-а критиковала је филм. Иако је нахвалила Еџиофорову перформансу, такође је написала: "То је филм који остаје неколико корака иза опасног сировог осећаја. Чак и када приказује људску окрутност - као што то често чини - никад не угрожава своју естетску чистоћу". Питер Маламуд Смит из магазина Slate критиковао је причу: "12 година ропства је конструисан као прича о човеку који покушава да се врати својој породици нудећи сваком гледаоцу могућност емпатије према њеном главном протагонисти. Можда нам је потребна прича испричана на том нивоу како бисмо је разумели. Али њен ефекат је овде искривљен. Као гледаоци пуно више маримо за једног јунака него за милионе жртава; када бисмо били присиљени да замислимо себе као робове, желимо да се замислимо као Нортап - јединствена особа која је на чудесан начин побегла од система који је покушао да га уништи". Описујући ово као "проблем с јунаком", Маламуд Смит је своју критику завршио објашњењем: "Можемо издржати 12 година ропства. Али не очекујте ускоро 60 година ропства". Канадски аутор црнац Орвил Лојд Даглас у The Guardian-у је написао да уопште не жели да погледа филм 12 година ропства уз објашњење: "Уверен сам да сви ти црначки филмови постоје како би белачка, либерална филмска популација осећала белу кривицу и осећала се лоше. Без обзира на расу, ови филмови тешко да ће вас научити нечему што већ и сами не знате".